# Egesina cylindrica
Egesina cylindrica är en skalbaggsart som beskrevs av Aurivillius 1924. Egesina cylindrica ingår i släktet Egesina och familjen långhorningar. Inga underarter finns listade i Catalogue of Life.